# Final Draft
Final Draft is software voor het schrijven en opmaken van scenario's.

## Geschiedenis
Final Draft werd in 1990 mede opgericht door Marc Madnick en Ben Cahan. In  2013 werd Final Draft bekroond met een Primetime Emmy Engineering Award. In 2016 werd Final Draft overgenomen door Cast & Crew Entertainment Services.

## Gebruik
Het programma is software voor het schrijven en formatteren van een scenario om te voldoen aan de normen die zijn vastgesteld door de theater-, televisie- en filmindustrie. Het programma kan ook worden gebruikt om documenten te schrijven zoals toneelstukken, schetsen, behandelingen, vraagbrieven, romans, graphic novels, manuscripten en eenvoudige tekstdocumenten.
De belangrijkste concurrenten van Final Draft zijn Movie Magic Screenwriter, Celtx, Fade In en WriterDuet.